# Валентини, Федерико
Федери́ко Валенти́ни (итал. Federico Valentini; 22 января 1982) — сан-маринский футболист, вратарь клуба «Пеннаросса». Выступал в сборной Сан-Марино.
За сборную выступал с 2006 года, провёл за неё 13 матчей.
Валентини начал свою карьеру в « Валлеверде Риччионе», затем в 2003 перешёл в сан-маринский клуб «Мурата» и стоял за клуб до 2006 года, потом стал играть за итальянский «Спортинг Новафельтрия», но отыграл всего один сезон и затем перешёл в «Тре Фиори», но и там отстоял 1 сезон. В 2008 Валентини перешёл в «Фонтанелле». В 2009 году перешёл в другой итальянский клуб — «Реал Мизано», но уже в 2010 вернулся в сан-маринский «Тре Пенне».